# Zimtkopfspecht
Der Zimtkopfspecht (Celeus spectabilis) ist eine Vogelart aus der Familie der Spechte (Picidae). Dieser mittelgroße und sehr farbenfrohe Specht hat ein relativ kleines Verbreitungsgebiet am östlichen Fuß der Anden im zentralen westlichen Südamerika. Die Art bewohnt feuchte tropische Wälder vor allem entlang von Flüssen und auf Flussinseln. Über die Lebensweise des Zimtkopfspechtes ist fast nichts bekannt. Die Nahrungssuche erfolgt in allen Strata des Waldes, auch auf dem Boden.
Die Art gilt als selten und über den Bestandstrend liegen keine Angaben vor. Da ernsthafte Gefährdungen nicht bekannt sind und der Bestand vermutlich zumindest nicht stark rückläufig ist, wird der Zimtkopfspecht von der IUCN derzeit als ungefährdet („least concern“) eingestuft.

## Beschreibung
Zimtkopfspechte sind mittelgroße, sehr farbenfrohe Spechte mit einer langen, buschigen Haube. Der Schnabel ist recht kurz, meißelförmig zugespitzt, am First leicht nach unten gebogen und an der Basis relativ breit. Die Körperlänge beträgt etwa 26–28 cm. Das Gewicht ist nur von einem Individuum bekannt, das 111 g wog. Diese Spechte sind damit etwa so groß und so schwer wie ein Weißrückenspecht. Die Art zeigt hinsichtlich der Färbung einen wenig deutlichen Geschlechtsdimorphismus.
Bei Männchen der Nominatform C. s. spectabilis sind Nacken, oberer und mittlerer Rücken sowie die Schulterfedern rötlich cremefarben bis blass zimtgelb mit sehr breiter schwarzer Bänderung. Unterer Rücken, Bürzel und Oberschwanzdecken sind einfarbig gelbbeige oder zimtbeige und zeigen gelegentlich einige schwarze Strichel. Die schwarzen Oberflügeldecken weisen cremebeige Säume und ebenso gefärbte schmale Binden auf.
Die Handschwingen sind schwarzbraun mit einem rotbraunen Bereich an der Basis. Auf den inneren Handschwingen werden die rotbraunen Bereiche ausgedehnter und die Armschwingen und die Schirmfedern sind schließlich vollständig rötlich kastanienbraun mit schwarzer Spitze. Die kürzeren Schirmfedern sind zudem meist schwarz gebändert. Der Oberschwanz ist fast einfarbig schwarz, nur das äußerste Steuerfederpaar ist gelegentlich hell gebändert.
In Fortsetzung der schwarzen Kehle weist die Brust ein großes schwarzes Feld auf. Die Brustseiten und die übrige Unterseite des Rumpfes sind cremebeige bis blass zimtbeige mit einer breiten schwarzen Bänderung im Bereich der Brust, die sich nach hinten und zu den Flanken hin zu einer eher pfeilspitzenartigen Zeichnung reduziert. Die Schwingen sind unterseits zimtrotbraun, die Unterflügeldecken auf zimtbeigem Grund schwarz gebändert. Der Unterschwanz ist wie der Oberschwanz gefärbt, aber heller oder weniger kräftig.
Der Kopf ist einschließlich der Haube überwiegend einfarbig rötlich kastanienbraun. Der Bartstreif ist rot und ein gelber bis cremebeige Fleck reicht von den unteren Halsseiten bis auf die Brustseiten. Zudem ist ein großer, sich von oberhalb der Ohrdecken bis in die Haube ausgedehnter Bereich düster rot. Die untere Kehle ist schwarz.
Der Schnabel ist blass gelblich oder gräulich elfenbeinfarben mit grauerer Basis. Beine und Zehen sind olivgrün bis gräulich. Die Iris ist tiefbraun.
Weibchen fehlen die roten Partien am Kopf, allenfalls die Haube weist gelegentlich einige Rottöne auf.

## Lautäußerungen
Rufe oder Trommelwirbel sind bisher nicht beschrieben.

## Verbreitung und Lebensraum
Der Zimtkopfspecht hat ein relativ kleines Verbreitungsgebiet am östlichen Fuß der Anden im zentralen westlichen Südamerika. Das Areal der Art reicht vom Osten Ekuadors und Perus bis in den Norden von Bolivien (Departamento Cochabamba, Departamento Beni). Die Größe des Gesamtverbreitungsgebietes wird auf 528.000 km² geschätzt.
Die Art bewohnt feuchte tropische Wälder vor allem entlang von Flüssen und auf Flussinseln, häufig mit einem Unterwuchs aus Bambus oder Gynerium sagittatum. Die Höhenverbreitung des Zimtkopfspechts reicht von den Niederungen bis in etwa 300 m Höhe.

## Systematik
Winkler et al. erkannten drei gut differenzierte Unterarten an, von denen heute noch zwei zu der Art gestellt werden:
- Celeus s. spectabilis  Sclater & Salvin, 1880 – Osten Ekuadors und Nordosten Perus. Die Nominatform ist oben beschrieben.
- Celeus s. exsul  Bond & Meyer de Schauensee, 1941 – Übriges Verbreitungsgebiet. Oberseite schwächer und Unterseite viel schwächer gebändert, herz- oder pfeilspitzenförmige Bänderung unterhalb des schwarzen Brustflecks und nur noch wenige schwarze Flecken auf dem Bauch und wenige schwarze Binden auf den Flanken.

Die dritte von Winkler et al. genannte Unterart, Celeus s. obrieni, wird heute als eigene Art (Celeus obrieni) anerkannt.

## Lebensweise
Über die Lebensweise des Zimtkopfspechts ist fast nichts bekannt. Diese Spechte werden einzeln oder in Paaren angetroffen. Die Nahrungssuche erfolgt in allen Strata des Waldes, auch an liegendem Totholz auf dem Boden. Der Zimtkopfspecht hackt recht kräftig und häufiger als fast alle anderen Arten der Gattung Celeus, vielleicht mit Ausnahme des Schwarzbrustspechts (Celeus torquatus). Angaben zur Nahrung liegen bisher nicht vor. Die Fortpflanzungszeit erstreckt sich vermutlich von Juni bis November, die Brutbiologie wurde bisher nicht beschrieben.

## Bestand und Gefährdung
Die Art gilt als selten und über den Bestandstrend ist nichts bekannt. Da ernsthafte Gefährdungen nicht erkennbar sind und der Bestand vermutlich zumindest nicht stark rückläufig ist, wird der Zimtkopfspecht von der IUCN derzeit als ungefährdet („least concern“) eingestuft.